# المعهد الدولي للتخطيط التربوي (يونسكو)

شعار المعهد الدولي للتخطيط التربوي

المعهد الدولي للتخطيط التربوي في اليونسكو (بالإنجليزية: NESCO International Institute for Educational Planning)‏ ويُدعى اختصاراً IIEP، هو أحد أَذرع منظمة الأمم المتحدة للتربية والعلم والثقافة (اليونسكو) تم تأسيسها في باريس في فرنسا عام 1963، حيثُ يُساعد هذا المعهد في تطوير قدرات الجهات الفاعلة للتعليم من أجل التخطيط وإدارة النظم التعليمية الخاصة بهم بشكل صحيح من خلال برامج تدريبية تشرف عليها، ومن خلال تقديم المساعدات التقنية والبحوث المتعلقة بالسياسات وتبادل المعرفة.

## روابط خارجية
- الموقع الرسمي